# Taiwanische Futsalnationalmannschaft
Die taiwanische Futsalnationalmannschaft ist eine repräsentative Auswahl taiwanischer Futsalspieler. Die Mannschaft vertritt den taiwanischen Fußballverband bei internationalen Begegnungen.

## Abschneiden bei Turnieren
Das Futsalnationalteam Taiwans trat erstmals 2001 bei der Futsal-Asienmeisterschaft in Erscheinung und nimmt seither regelmäßig am kontinentalen Turnier teil. 
2004 war Taiwan Gastgeber der Futsal-Weltmeisterschaft und daher automatisch für die Endrunde qualifiziert. Gegen Spanien, die Ukraine und Ägypten blieb man ohne Punktgewinn und schied als Tabellenletzter nach der Vorrunde aus.

### Futsal-Weltmeisterschaft
- 1989 bis 2000 – nicht teilgenommen
- 2004 – Vorrunde
- 2008 bis 2024 – nicht qualifiziert

### Futsal-Asienmeisterschaft
- 1999 – nicht teilgenommen
- 2000 – nicht teilgenommen
- 2001 – Vorrunde
- 2002 – Vorrunde
- 2003 – Viertelfinale
- 2004 – Vorrunde
- 2005 – Vorrunde
- 2006 – Vorrunde
- 2007 – nicht qualifiziert
- 2008 – Vorrunde
- 2010 – Vorrunde
- 2012 – Vorrunde
- 2014 – Vorrunde
- 2016 – Vorrunde
- 2018 – Vorrunde
- 2022 – Vorrunde
- 2024 – nicht qualifiziert